# Maria Gadú

Maria Gadú, född Mayra Corrêa Aygadoux den 4 december 1986 i São Paulo, är en brasiliansk sångerska, kompositör och gitarrist.
Hon utgav sitt första självbetitlade musikalbum 2009. Hennes singel Shimbalaiê från skivan hamnade på första plats på Italienlistan under sommaren 2011 och stannade där på FIMI under fem veckor. Hon började spela musik väldigt tidigt som barn, och vid tretton års ålder hade hon spelat in en hel del låtar på kassett och började uppträda vid tretton års ålder på barer i São Paulo. 2008 flyttade hon till Rio de Janeiro för att utveckla sin musik internationellt, varvid hon ofta uppträdde med franska låtar från franska kompositörer.
År 2011 spelade hon in och sjöng låten Oração Ao Tempo som kom att bli vinjettmelodin till telenovelan Kärlek och svek.